# Leopoldo del Brío Trimiño
Leopoldo del Brío Trimiño (La Parrilla, Valladolid, 1945 - ) es un escultor, pintor e investigador del color español. Fue discípulo de los escultores Antonio Vaquero y Ángel Trapote y como ellos, docente en la Escuela de Artes y Oficios de Valladolid (más tarde, Escuela de Arte). 
En 1964 obtuvo el Premio de Escultura de Valladolid; en 1968, el Premio de Pintura en el concurso de Arte Noveles; en 1973, el Premio Nacional de Escultura de Valladolid; y en 1981, el Premio Caja España. 
Su producción artística incluye dibujos, retratos, paisajes, esculturas de bulto (“rollos” y “omnis”) y pequeños retablos enmarcados. De esta producción destacan los “Retablos”, en los que ha conseguido explotar de un modo enteramente original los efectos estéticos que resultan de la interacción de la luz sobre interfases y discontinuidades trabajadas en superficies recubiertas de oro (y plata) a las que aplica monocapas de compuestos derivados del sulfuro de hidrógeno. Esta contribución técnica es fruto de su investigación a fondo de los efectos producidos en el estofado tradicional por la producción de rayas o líneas que descubren el oro y producen visos entre los colores, unos efectos también buscados por autores como van Gogh (“Irises”, Saint-Rémy, 1890), Gustav Klimt (“Judith”, 1901), Bram Bogart (“Signs on rectangles”, 1952) y Ad Dekikers (“Vierkant net Sector”, 1968). Otra de sus innovaciones más celebradas ha sido la introducción, en tales retablos, de bolitas de resinas cambiadoras iónicas como elementos “orgánicos” moduladores.  